# Нахта (конус)
Конус Нахта (англ. Nahta Cone)— шлаковий конус на півночі Британської Колумбії, Канада, розташований в 69 км південний захід від Татогги, та  9 км на північ від Ветальф-Рідж і на південь від Телеграф-Крік. Розташований у південно-західному куті Провінційного парку гори Едзіза.

## Історія
Конус Нахта був названий 2 січня 1980 року Геологічною службою Канади на честь останніх семи, хто вижив із народу Wetalth, групи ізгоїв або вигнаних з Тахлтанс у минулому. Нахта - слово тальта, що означає сім. 

## Геологія
Конус Нахта є одним із наймолодших вулканічних об’єктів на хребті Спектрум, який, своєю чергою, є частиною вулканічного комплексу хребта Маунт-Едзіза-Спектрум та Північної Кордильєрської вулканічної провінції. Сформувався в голоцені. 